# L'oro degli Aztechi
L'oro degli Aztechi  (oppure  L'oro degli Azteki ) è un film muto italiano del 1920 diretto e interpretato da Umberto Mozzato ed Émile Vardannes.